# Buslijn 154 (Amsterdam-Lelystad)
Buslijn 154 was een streekbuslijn van de Flevodienst, later VAD, die Lelystad verbond met het Station Amsterdam Amstel en het Busstation van Musschenbroekstraat in Amsterdam-Oost.

## Geschiedenis

### Lijn 54
De lijn werd op 8 juli 1969 ingesteld kort nadat de eerste bewoners zich in Lelystad hadden gevestigd. De lijn begon in Lelystad nabij het, toen nog toekomstige, busstation Noorderwagenplein. De lijn reed via de eerstbewoonde wijken van Lelystad over de Oostvaardersdijk naar de Hollandsebrug en verder naar Diemen waar nog over de Hartveldseweg werd gereden. Via de Middenweg leidde de route naar het Amstelstation en vandaar via de Wibautstraat naar het Busstation van Musschenbroekstraat van de NBM achter het Wibauthuis. Naargelang de bebouwing in Lelystad toenam veranderde de route en steeg de frequentie.
Een jaar later, in juli 1970, werd een deel van de ritten doorgetrokken over de nieuwe Ketelbrug naar Emmeloord. Tussen Lelystad en Amsterdam werd gereden in samenhang met lijn 53 van/naar Kampen waardoor met lijn 53 een directe verbinding tussen Kampen, Lelystad en Amsterdam ontstond.
In de zomer van 1977 reden enkele bussen van lijn 54 in de ochtendspits een aantal versterkingsritten op GVB buslijn 55 dat met een groot personeelstekort kampte – de bussen uit Lelystad die vroeg in de ochtendspits in Amsterdam aankwamen konden zodoende door het GVB worden ingezet voor een rit vanuit de Bijlmermeer op de overbelaste lijn 55.
Op 16 oktober 1977 bij de invoering van het zonetarief in Amsterdam was ook stadsvervoer binnen Amsterdam toegestaan. In Lelystad werd begonnen op het busstation Gordiaan ten oosten van het huidige busstation. Op 2 juni 1980 reed lijn 53 niet meer naar Amsterdam maar werden alle ritten als lijn 54 gereden.

### Lijn 154

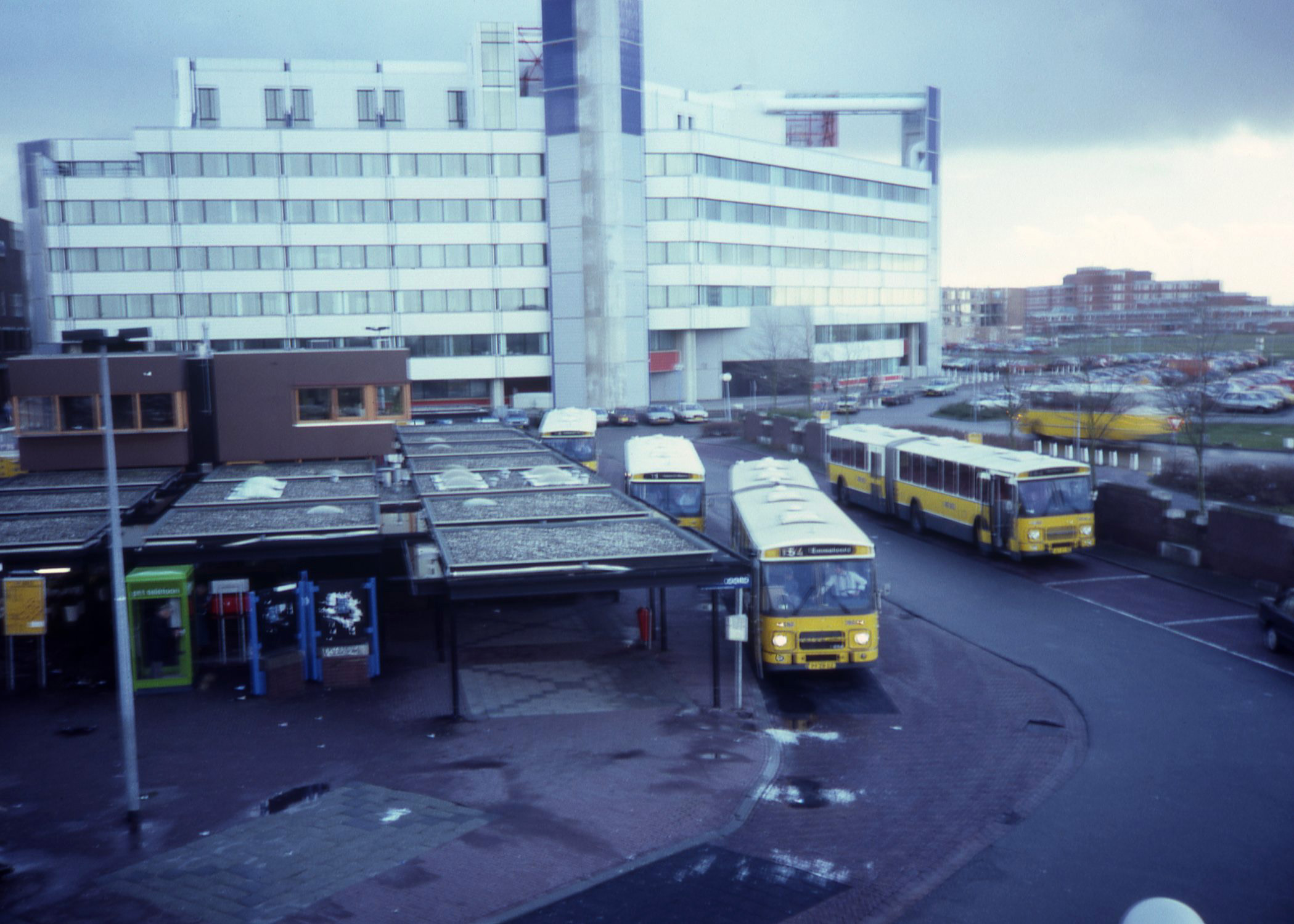
Gelede bus op lijn 154 op het busstation Gordiaan in Lelystad in 1986

In het kader van de ophoging van lijnnummers binnen Amsterdam om doublures te voorkomen werd lijn 54 op 31 mei 1981 vernummerd in lijn 154. Op dezelfde dag fuseerde Flevodienst met de VAD.
In 1982 werd in Almere het nieuwe busstation 't Oor aangedaan ter vervanging van de overstaphalte bij de Hollandse Brug waar kon worden overgestapt voor Almere Haven en Almere stad. Ook kon door het gereed komen van de A6 de route over de Oostvaardersdijk worden verlaten waarmee de reistijd werd verminderd. Door de sluiting van het busstation van Musschenbroekstraat werd de lijn op 5 juni 1982 ingekort tot het Amstelstation.
Met het oog op de komst van de Flevospoorlijn wilde de VAD geen nieuw materieel en personeel aannemen omdat men dan later weer zou moeten inkrimpen, maar collegavervoerbedrijven boden de helpende hand. Zo deden er onder meer Centraal Nederland-chauffeurs en NS-machinisten dienst.
Bij de ingebruikname van de Flevospoorlijn tot Almere op 31 mei 1987 werd lijn 154 ingekort tot station Almere Centraal. De passagiers voor Amsterdam dienden daar op de trein over te stappen. Lijn 154 reed tot mei 1988 op het traject Almere Centraal - Lelystad - Emmeloord en werd bij de voltooiing van de spoorlijn tot Lelystad ingekort tot het traject Station Lelystad - Emmeloord. Het busstation Gordiaan werd verplaatst naar het NS-station.
In mei 1994 fuseerde de VAD met regio Oost van Centraal Nederland (het voormalige vervoersgebied van NBM) en de Nieuwegein-vestiging van Westnederland tot  Midnet; lijn 154 was voortaan een Midnetlijn en werd na de komst van de interliner tussen Lelystad en Emmeloord dat jaar beperkt tot een stopdienst tussen Lelystad en Emmeloord. In mei 1999 ging Midnet op in Connexxion waar de lijn een aantal jaren later geheel verdween – de passagiers werden verwezen naar de interliner die ook verdween en werd vervangen door buslijn 140 tussen Lelystad en Emmeloord.